# Walter Glur

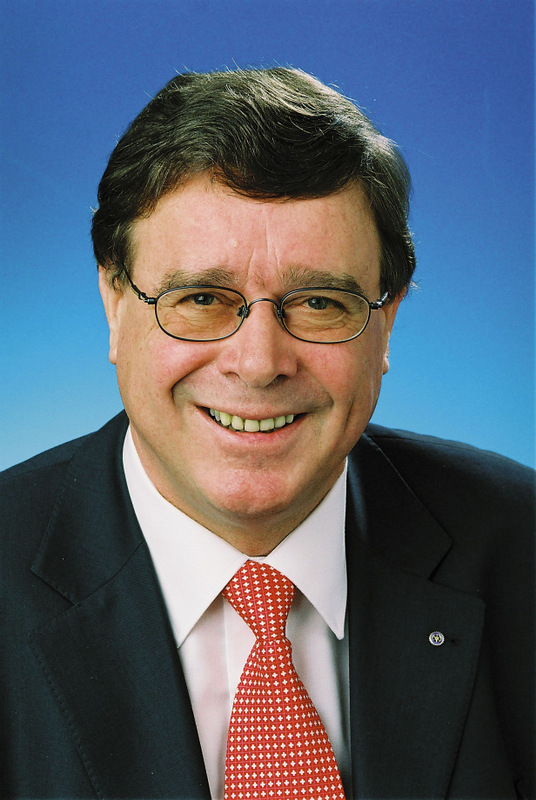
Walter Glur

Walter Glur (* 11. April 1943 in Oftringen; heimatberechtigt ebenda) ist ein Schweizer Politiker (SVP).

## Leben
Glur besuchte die Primarschule in Oftringen und die Bezirksschule in Zofingen, absolvierte die landwirtschaftliche Lehre im Waadtland und die Fachschule am LBBZ Liebegg; er schloss die Ausbildung mit der Meisterprüfung ab.
Von 1981 bis 1999 war er Mitglied des Grossen Rates des Kantons Aargau. Bei den Wahlen 1999 wurde er in den Nationalrat gewählt, dem er bis 2011, als er nicht wieder antrat, angehörte. Er war während vier Jahren Mitglied der Staatspolitischen Kommission und während acht Jahren Mitglied der Geschäftsprüfungskommission. Er gehörte der Landwirtschafts- und der Gewerbegruppe an. Schwerpunkte seiner politischen Arbeit waren die Agrar- und Mittelstandspolitik, die Erlangung besserer Rahmenbedingungen für KMU und Landwirtschaft, ein selbstbewusstes Auftreten der Schweiz in der Europapolitik, die Sicherung der Sozialwerke ohne Steuererhöhungen und die Vermeidung eines defizitären Staatshaushaltes.
Von 1979 bis 2007 war Glur Präsident der Vereinigung Zentralschweizer Rindermäster, nun Swiss Beef Mittelland. Heute ist er Ehrenpräsident von Swiss Beef Mittelland. Von 2001 bis 2009 war er Vize-Präsident des Bauernverbandes Aargau und bis 2008 Vorstandsmitglied des Schweizerischen Bauernverbandes. Glur war von 1992 bis 2008 Verwaltungsrat von Proviande, der Branchenorganisation der Schweizer Fleischwirtschaft. Er gehörte ab 1986 dem Verwaltungsrat der Neuen Aargauer Bank an.
Glur ist seit 1969 verheiratet mit der Lehrerin und Bezirksrichterin Annalise Glur geb. König. Der Ehe entsprossen eine Tochter und zwei Söhne. Seinen Landwirtschaftsbetrieb in Glashütten bewirtschaftete er selbst bis zur Übereignung an seinen jüngeren Sohn Christian Glur, Meisterlandwirt und Nationalrat. Der ältere Sohn Hans Ulrich, ebenfalls Meisterlandwirt, verstarb 1999.